# Fritch (Texas)
Fritch es una ciudad ubicada en el condado de Hutchinson en el estado estadounidense de Texas. En el Censo de 2010 tenía una población de 2.117 habitantes y una densidad poblacional de 503,93 personas por km².

## Geografía
Fritch se encuentra ubicada en las coordenadas 35°38′35″N 101°35′47″O / 35.64306, -101.59639. Según la Oficina del Censo de los Estados Unidos, Fritch tiene una superficie total de 4.2 km², de la cual 4.2 km² corresponden a tierra firme y (0%) 0 km² es agua.

## Demografía
Según el censo de 2010, había 2.117 personas residiendo en Fritch. La densidad de población era de 503,93 hab./km². De los 2.117 habitantes, Fritch estaba compuesto por el 95.75% blancos, el 0.24% eran afroamericanos, el 1.04% eran amerindios, el 0.14% eran asiáticos, el 0% eran isleños del Pacífico, el 1.04% eran de otras razas y el 1.79% pertenecían a dos o más razas. Del total de la población el 5.57% eran hispanos o latinos de cualquier raza.